# Avent
 (novembre 2020).
Si vous disposez d'ouvrages ou d'articles de référence ou si vous connaissez des sites web de qualité traitant du thème abordé ici, merci de compléter l'article en donnant les références utiles à sa vérifiabilité et en les liant à la section « Notes et références ».
Pour l’article ayant un titre homophone, voir Avant.
L'Avent (du latin adventus, « arrivée ») est la période qui couvre quelques semaines précédant Noël, quatre dans la plupart des rites catholiques. Depuis l'instauration de ce temps liturgique, par analogie au Carême, par le pape Grégoire le Grand, l'Avent représente la période de préparation principalement à la parousie, la venue du Christ dans la gloire à la fin des temps ; et dans les derniers jours qui précèdent Noël, le temps de mémoire de l'Incarnation de Jésus et de sa naissance.
Dans les Églises utilisant le calendrier grégorien, l'Avent débute le quatrième dimanche avant Noël et marque le début de l'année liturgique. L'Avent commence donc, au plus tôt, le 27 novembre et, au plus tard, le 3 décembre et se termine le 24 décembre.
Dans l'Église catholique et le luthéranisme, la couleur liturgique de cette période est le violet, sauf le troisième dimanche de l'Avent, Gaudete, qui est rose.
Les Églises orthodoxes et les Églises catholiques orientales observent une période de jeûne et de pénitence qui équivaut à l'Avent : ce temps liturgique de préparation à Noël se nomme le jeûne de la Nativité. Il diffère de l'Avent par le sens, la durée et les observances et ne marque pas le commencement de l'année liturgique comme en Occident. Le jeûne dure quarante jours alors que, dans le rite latin, il est de quatre semaines et de six semaines dans les rites ambrosien et mozarabe.

## Histoire
Le mot « avent » est emprunté au latin ecclésiastique adventus, dérivé du latin classique advenire (« arriver »). Ce mot désigne l'arrivée, l'avènement de Jésus-Christ, c'est-à-dire sa naissance, et finalement, par catachrèse, un temps liturgique avant Noël. En France, jusqu'au XIVe siècle, la graphie la plus courante est Advent ; celle-ci disparaît totalement après le XVIIe siècle pour laisser place à la forme usitée aujourd'hui.
La célébration de l'Avent débute au cours du Ve siècle, lorsque l'évêque Perpet de Tours ordonne qu’à partir de la Saint-Martin, (11 novembre) et jusqu’à Noël, de jeûner trois fois par semaine : c’est pour cela que l’Avent est également nommé "Carême de saint Martin". Selon les historiens,[Lesquels ?] cette institution ne dépasse pas les limites du diocèse de Tours jusqu’au VIe siècle.[réf. nécessaire] À cette époque-, la période de jeûne, qui commençait le 11 novembre, durait donc quarante jours à l'exception des dimanches, comme pour le Carême.
Cette ordonnance est officialisée en 581, par le premier concile de Mâcon. Bientôt, toute la France observe trois jours de jeûne par semaine depuis la Saint-Martin jusqu’à Noël. 
Au XIIIe siècle, le jeûne de l’Avent n’est plus pratiqué communément. Quand Urbain V est élu pape, en 1362, il se contente d’obliger les gens de sa cour à l’abstinence et il n’y est plus question de jeûne. Rome a alors coutume d’observer cinq semaines d’Avent qui précèdent la fête de Noël. Il en est notamment question dans un Sacramentaire grégorien.

## Liturgie

### Catholicisme

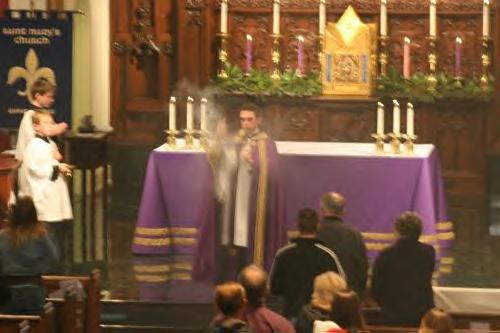
Encensement durant les vêpres de l'Avent.

Dans le catholicisme, la période de l'Avent célèbre le triple avènement du Christ : sa naissance à Bethléem, sa venue dans le cœur des hommes de tout temps, et son retour à la fin des temps. Dès le début de l’année liturgique, la triple référence au passé, au présent et à l’avenir est présente,.
L’Église catholique n'observe ni jeûne ni abstinence pendant l’Avent. De même, la tradition de ne pas se marier pendant l'Avent n'est plus très respectée. L’office connaît les mêmes rites que le Carême, à peu de chose près, et un esprit de pénitence y préside. La couleur liturgique est le violet, couleur associée aux temps de pénitence, laquelle était autrefois le noir. Le dimanche de Gaudete (3e dimanche) est célébré en rose, à l'approche de la Nativité. Le blanc utilisé à Noël rayonne jusque dans le violet. 
La liturgie de l'Avent est demeurée inchangée jusqu'à ce que le concile Vatican II, en 1963, introduise des changements mineurs afin de différencier l'esprit des périodes du Carême et de l'Avent. Finalement, l'Avent est devenu une période d'attente et d’espérance, respectivement symbolisées par le veilleur d'Isaïe et par le retour du Christ dans la gloire.
Dans le calendrier liturgique catholique, le temps de l'Avent est constitué de quatre semaines, commençant chacune par un dimanche : le premier dimanche (Levavi), suivant le 34e dimanche du temps ordinaire ; le deuxième 
dimanche (Populus Sion) ; le troisième dimanche (Gaudete) ; et le quatrième dimanche (Rorate).

### Protestantisme
Dans le luthéranisme, la période de l'Avent est « un temps de mémoire et d'attente, de préparation et de pénitence. » Les caractéristiques des quatre dimanches sont similaires à celles du catholicisme. La couleur liturgique des trois premiers est le violet ; le quatrième peut être célébré en rose.
Certains épiscopaliens et luthériens utilisent le bleu et certains byzantins utilisent le rouge ou le blanc.

## Symboles et traditions

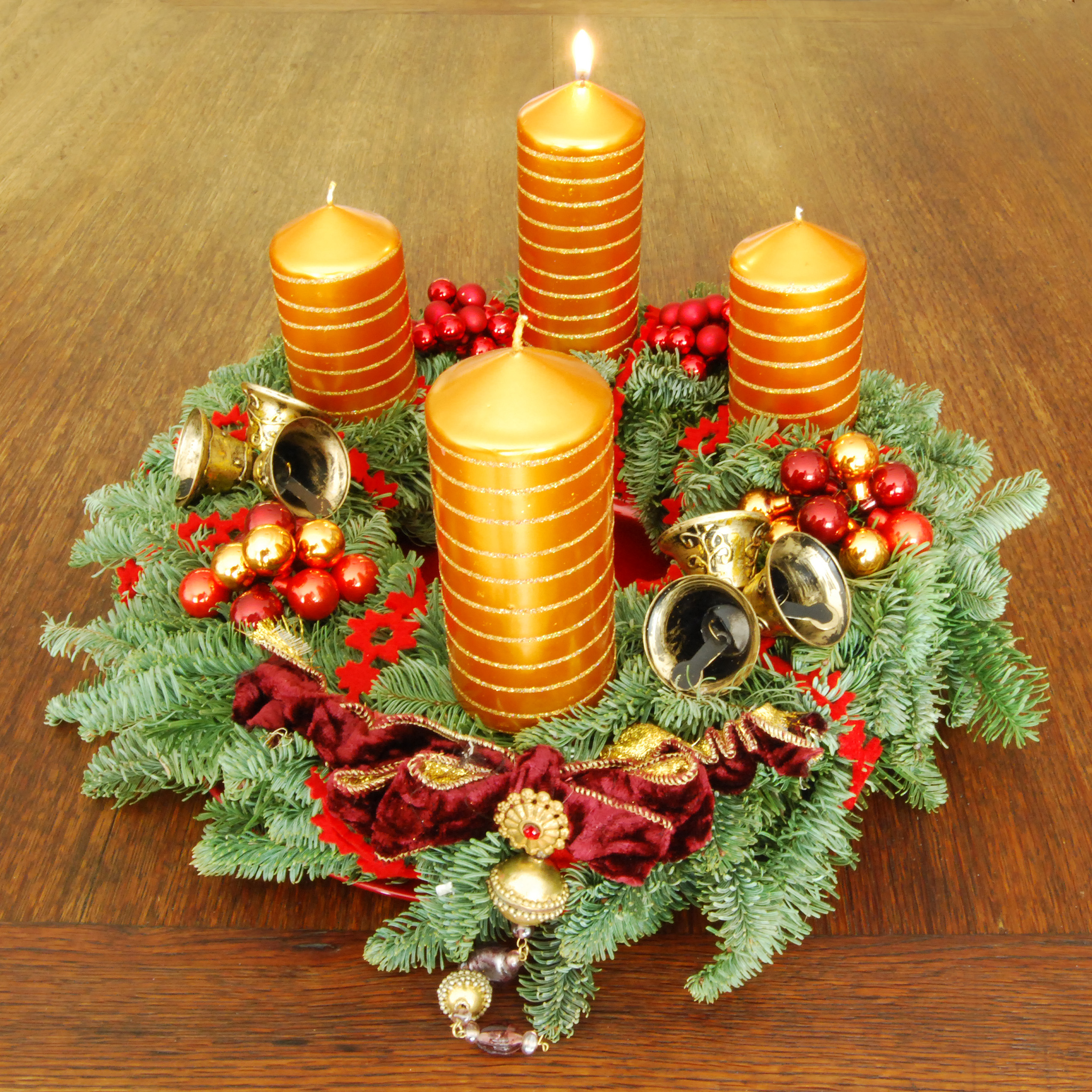
Une couronne de l'Avent.

Inspirée d'une tradition de l'Allemagne du XVIe siècle, la couronne de l'Avent est inventée, en 1839, par le pasteur Johann Heinrich Wichern afin de contenir l'impatience des enfants qu'il éduque ; il fabrique alors une couronne de bois, avec dix-neuf petits cierges rouges et quatre grands cierges blancs. Chaque matin, un petit cierge est allumé et, chaque dimanche, c'est un grand cierge ; la coutume n’a retenu que les grands.

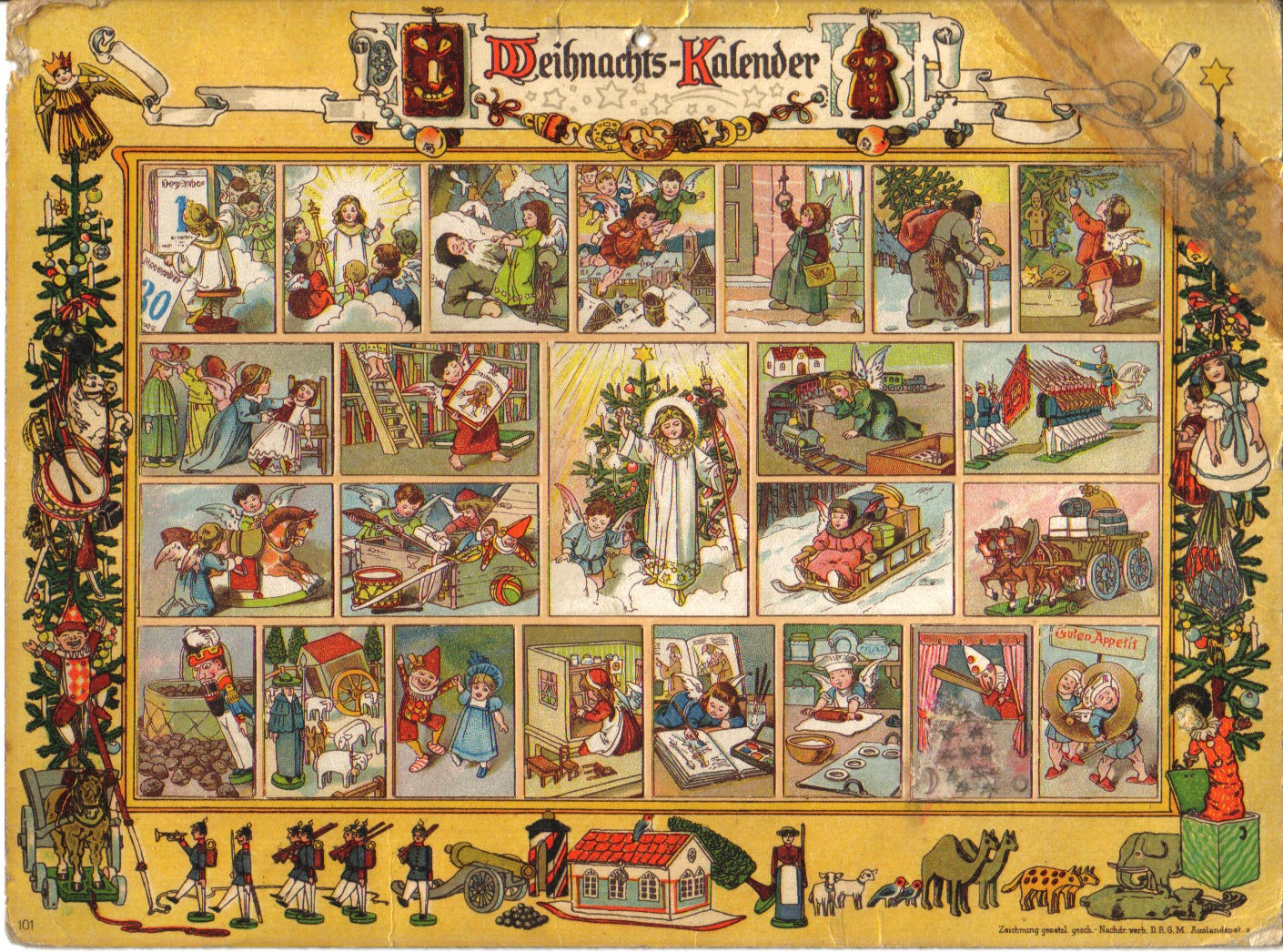
Un calendrier de l'Avent par, 1903.

La tradition du calendrier de l’Avent semble prendre sa source en Allemagne, au XIXe siècle, lorsque des familles protestantes ont coutume de mettre au mur, chaque matin, une image pieuse commentant une phrase de l'Évangile ou une incitation à faire une bonne action. Cela, durant vingt-quatre jours, afin de canaliser l'impatience des enfants jusqu'au jour de Noël. Les images deviennent de plus en plus somptueuses à partir des années 1850 et sont même parfois éditées sous forme de triptyques, avec des volets à ouvrir pour découvrir le dessin central. C'est cette idée d’images masquées qui donna celle du calendrier de l’Avent. Le calendrier est alors composé d'un ensemble de 24 fenêtres que ouvertes une à une chaque jour pour découvrir une image.
Le calendrier de l'Avent commence habituellement le 1er et se termine le 24 décembre, ce qui ne correspond pas exactement au temps de l'Avent, qui commence le quatrième dimanche avant Noël. Certains calendriers, plus proches de l'idée originelle, ne comportent pas systématiquement 24 jours : leur nombre de jours varie entre 22 et 28 selon la durée de l'Avent.